# Soyouz 38
Soyouz 38 est un vol spatial du Programme Soyouz qui s'est déroulé du 18 au 26 septembre 1980.
L'équipage rend visite à l'équipe résidente de Saliout 6. Il s'agit du premier vol spatial d'un citoyen cubain.

## Équipage
Les nombres entre parenthèses indiquent le nombre de vols spatiaux effectués par chaque individu jusqu'à cette mission incluse.
- Yuri Romanenko (2)
- Arnaldo Tamayo-Mendez (1)
- Yevgeni Khrunov (0)
- José Lopez Falcon (0)

## Paramètres de la mission
- Masse : 6 800 kg
- Périgée : 199,7 km
- Apogée : 273,5 km
- Inclinaison : 51.63°
- Période : 88.194 minutes